# Алексеевцы
Алексе́евцы — название воинских формирований (соединений, воинских частей и так далее) Добровольческой армии (впоследствии Вооружённых сил Юга России и Русской армии Врангеля), получивших именное шефство одного из основоположников Белого движения на Юге России — генерала от инфантерии М. В. Алексеева.

## Зарождение алексеевских частей
Алексеевские части ведут свое происхождение от донских партизанских отрядов.

### Партизанский полк
Начало формирования алексеевских частей было положено 23 — 24 февраля (н.ст.) 1918 года созданием в составе Добровольческой Армии Партизанского полка, который был сформирован после выступления армии из Ростова в Первый Кубанский (Ледяной) поход во время нахождения армии в станице Ольгинской и её реорганизации. Первоначально полк состоял из трёх пеших сотен — из бывших партизанских отрядов полковника Краснянского, есаула Лазарева и партизанского отряда полковника Чернецова (сам он был убит 21 января 1918 года). Основу этих отрядов составляли донские партизаны и учащаяся молодёжь. К Партизанскому полку также был присоединён отряд киевских юнкеров во главе с полковником Дедюрой. Первым командиром полка был назначен генерал Богаевский, ставший позднее Донским атаманом. В марте 1918 года командование полком принял генерал Казанович. Ветеран Алексеевского полка Борис Павлов написал о Партизанском полке следующее:
То, что пошло с Алексеевым и Корниловым на Кубань, трудно было бы назвать армией: только около 4000 человек нашлось на всю Россию, пошедших в этот поход. По численности это был только старого состава полк, правда, небывалый в истории России полк: В его рядах было два бывших Верховных Главнокомандующих, Командующий армией, командиры корпусов, дивизий, полков — и в то же время зелёная молодёжь, место которой было ещё сидеть на школьной скамье. И вот одним как бы батальоном этого небывалого полка был Партизанский полк, его история в Первом Кубанском походе — это история этого «небывалого» полка, то есть Добровольческой армии. Во всех боях этого похода Партизанский полк участвовал, и много безымянных могил Партизан-Алексеевцев разбросано по полям Кубани.

…
Состав полка был: молодые офицеры, юнкера, студенты, кадеты, гимназисты, казаки — в главном зелёная молодёжь. Впоследствии цветами формы полка стали синий и белый — цвета юности, в память именно этой молодёжи, пошедшей с Алексеевым и Корниловым в Первый Кубанский поход.

Знак Алексеевского пехотного полка.

Наибольшие потери в пути на Екатеринодар полк понёс в бою за Выселки 3 марта. Партизаны выступили в ночь, но из-за неразберихи подошли к Выселкам, когда уже стало светло. Полк пошёл в атаку — чернецовцы справа, краснянцы — слева. Большевики успели занять позиции для обороны и встретили атакующих жестоким огнём. Восходящее солнце мешало партизанам прицеливаться, а во фланг с паровой мельницы их беспощадно поливали пулемёты. Стало много раненных и убитых, погиб полковник Краснянский. Чернецовцы даже ворвались в селение, но были выбиты. Полк оказался лежащим в поле под огнём неприятеля. Только подошедшие корниловцы и марковцы помогли выбить противника из селения. Полк потерял погибшими 38 человек (в том числе 15-летние кадеты) и более 50 раненными.
С середины марта 1918 года, после соединения с отрядом Покровского, полк, пополненный батальоном Кубанского стрелкового полка (ставшим 2-м батальоном полка), входил в состав 2-й бригады, с начала июня 1918 года — в состав 2-й пехотной дивизии. Большие кровавые потери Партизанский полк понёс при штурме Екатеринодара в конце марта — начале апреля 1918 года: до штурма полк насчитывал 800 человек, а после — только 300.
28 марта, поддержав Корниловский ударный полк, понесший большие потери и залегший после смерти командира полковника Неженцева, полк в атаку повёл генерал Казанович, и в наступивших сумерках полк вошёл в Екатеринодар и достиг почти центра — Сенной площади. Но город оставался в руках большевиков, и полк — всего 250 штыков при 2 пулемётах- сам оказался почти в окружении. Тогда генерал Казанович приказал построиться колонной и без разговоров проходить мимо красных частей. Так полк на следующее утро благополучно выбрался из города. Удалось вывести и небольшое количество захваченного снаряжения, в том числе 52 снаряда — к тому времени у Добровольцев снарядов уже не было и они не могли поддерживать своих наступающих артиллерийским огнём.
Отступая с Добровольческой армией на север от Екатеринодара после неудачного штурма, Партизанский полк продолжал вести ежедневные бои, и только 30 апреля достиг станицы Мечетинской и стал на отдых. В ней впервые чины полка надели синие погоны, сшитые казачками станицы. Всего же полк провёл в походе 80 дней и преодолел почти 1500 вёрст в постоянных боях.
К июню 1918 года численность полка снова удвоилась и к началу Второго Кубанского похода в июне 1918 года составила около 600 штыков (состав: 2 батальона, 6 сотен). Полк нёс значительные потери в боях на Кубани и Ставрополье. 2 — 3 июля у Песчанокопской — около 300 человек, под Ставрополем только в 1-м (офицерском) батальоне полка осталось к началу декабря из около 600 лишь 30 человек. 12 июня 1918 года полк принял участие в атаке на станицу Торговая, 19 июня в занятии Богородицкой, 23 июня — Белой Глины. 3 июля Полк атаковал Кавказскую группу большевиков. После этого Полк взял станицы Тифлисская, Кореневская и содействовал взятию Екатеринодара. Затем он был переброшен в Ставропольскую губернию, где первый бой осуществил прямо при высадке из вагонов. Наступал в тыл Армавирской группы красных. 2 сентября 1918 года полк взял станицу Невымолинскую.
Большие потери полк понёс 13 октября при штурме деревни малая Джалга. Алексеевцы выбили неприятеля из окопов, но подверглись атаки с фланга превосходящими силами. Полк отступил на исходные позиции. В 1-м батальоне из 670 добровольцев погибло 70 человек, более 300 было ранено. На следующий день полк взял штурмом эту деревню, но восполнить потери было тяжело.
До ноября 1918 года алексеевцами велись упорные бои в районе Ново-Марьевки. Вследствие большого пополнения казаками, принимавшимися в партизаны целенаправленно, в середине 1918 года полк был переименован в Партизанский пеший казачий полк, командиром которого стал полковник Писарев.
Название Партизанского полка с ходом военных событий немного изменялось. Весной 1919 года после выхода Добровольческой армии на оперативное пространство доля казаков в полку стала уменьшаться из-за поступлений неказачьего пополнения. Полк стал называться Алексеевским партизанским. Летом 1919 года Алексеевский партизанский полк входил в состав 1-й пехотной дивизии, с 1 сентября 1919 года — 9-й пехотной дивизии. На 5 октября 1919 года Алексеевский полк насчитывал 1 118 штыков при 28 пулемётах.
Командиры Партизанского полка: генерал-лейтенант А. П. Богаевский (12 февраля — середина марта 1918), генерал-лейтенант Б. И. Казанович (середина марта — начало июня 1918 года), полковник (генерал-майор) П. К. Писарев (нач. июня — 15 декабря 1918), полковник Е. Ф. Емельянов (временно исполняющий обязанности, октябрь 1918 года), полковник князь А. А. Гагарин (с 17 января по лето 1919 года), капитан (полковник) П. Г. Бузун (лето 1919 — ноябрь 1920 года).

### Конно-Партизанский полк

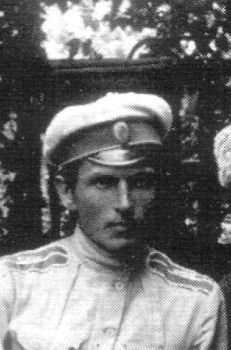
Доброволец в обмундировании офицера алексеевского полка. На фото: последний командир Алексеевского полка капитан П. Г. Бузун (лето 1919 — ноябрь 1920 гг.)

25 марта 1918 года в составе Добровольческой армии был сформирован Первый конный (или Конно-Партизанский) полк в составе 3-х эскадронов из конных отрядов полковника Глазенапа и подполковника Корнилова. Первоначально Конный полк состоял почти исключительно из офицеров (после соединения с Кубанским отрядом офицеры и юнкера-кубанцы составили 2-ю офицерскую сотню во главе с полковником Рашпилем). Как и Партизанский полк, Конный полк понёс огромные потери в знаменитой конной атаке под Екатеринодаром (в одной только сотне Рашпиля было убито 32 офицера).
С мая 1918 года входил в состав 1-й пехотной дивизии Добровольческой армии, с которой участвовал во Втором Кубанском походе. На 5 октября 1919 года Конный полк насчитывал 196 сабель при 16 пулемётах. Чины полка носили белые с красным околышем фуражки и красные с белой выпушкой погоны.
В эмиграции для чинов полка установлен нагрудный знак в виде чёрного равностороннего креста с широкой белой каймой, на который слева снизу-направо наложен серебряный меч рукоятью (золоченой) вниз; на крест навешен серебряный терновый венок, в центре — золоченая буква «А» славянской вязи, на верхней стороне креста — белая дата «1917». Командиры Конного полка: полковник К. Корсун (июнь — сентябрь 1918 года), полковник В. П. Глиндский (сентябрь — ноябрь 1918 года), полковник (ген.-майор) А. П. Колосовский (ноябрь 1918 — 21 марта 1919 года), полк. Сабуров (7 апреля — осень 1919 года).

### Артиллерийские части
Артиллерийские части алексеевцев по сравнению с артиллерийскими частями других цветных полков Белой армии были малочисленны. Они состояли из 2-й батареи 2-го лёгкого артиллерийского дивизиона, которая 6 декабря 1918 получила имя генерала М. В. Алексеева. Только с формированием Алексеевской дивизии 14 октября 1919 года развернуты в артиллерийскую бригаду. Чины этой бригады носили белые фуражки с чёрным околышем и чёрные с красной выпушкой погоны. Для чинов бригады 17 июня 1936 года установлен нагрудный знак в виде двух золоченых скрещенных пушек, наложенных на серебряный терновый венок, на скрещении их — золоченая буква «А» славянской вязи. Командир — полковник Пименов (с 10 ноября 1919).

## Присвоение партизанским частям имени М. В. Алексеева

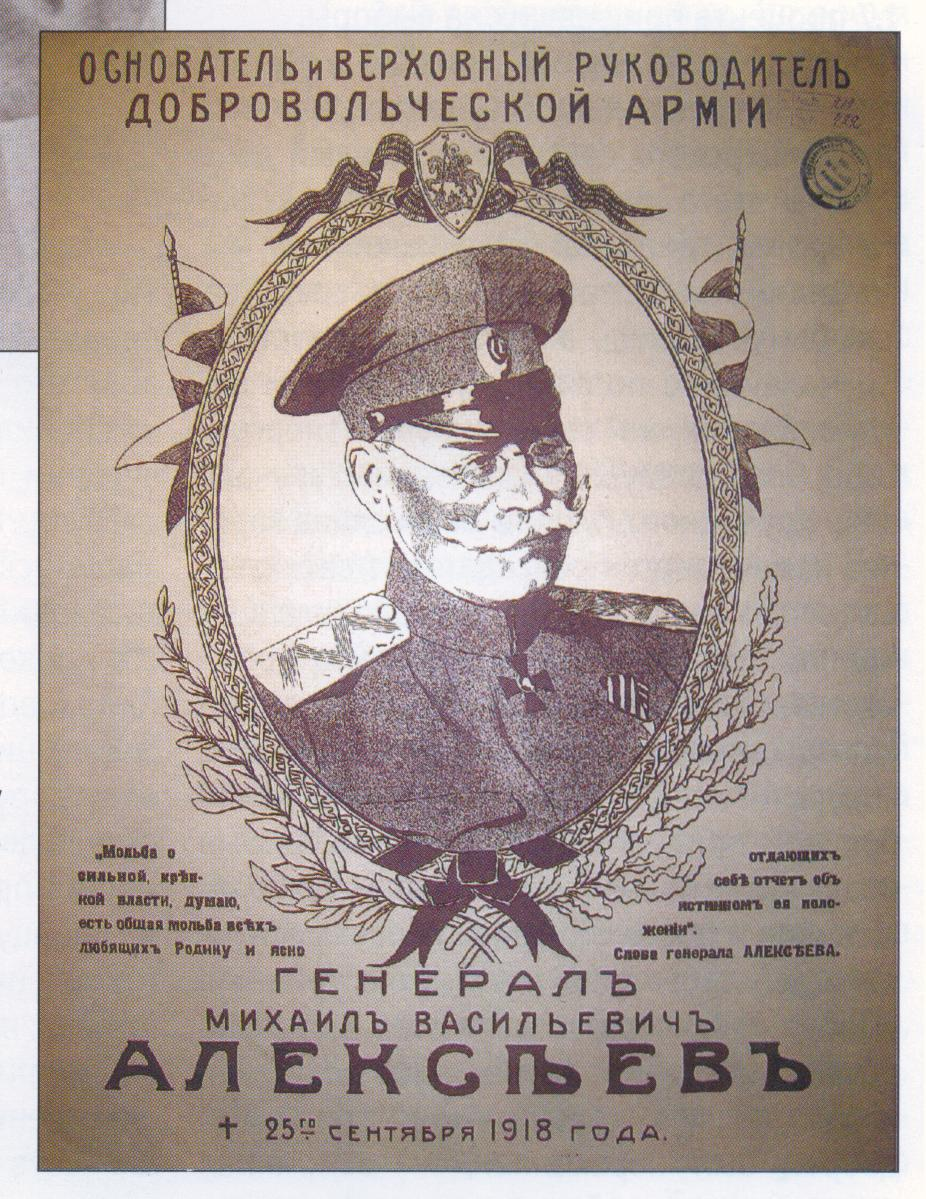
Посмертный плакат ВСЮР, выпущенный после смерти главнокомандующего Добровольческой армией М. В. Алексеева. Его именем были названии партизанские части армии.

После смерти 8 октября 1918 года основателя и главнокомандующего Добровольческой армии генерала М. В. Алексеева Партизанский полк получил его имя 27 ноября 1918 года и стал называться — Партизанский генерала Алексеева пехотный полк. Конный полк получил имя генерала Алексеева 14 февраля 1919 года и стал называться Первый конный генерала Алексеева полк.

## Октябрь 1919 года. Развёртывание алексеевцев в дивизию

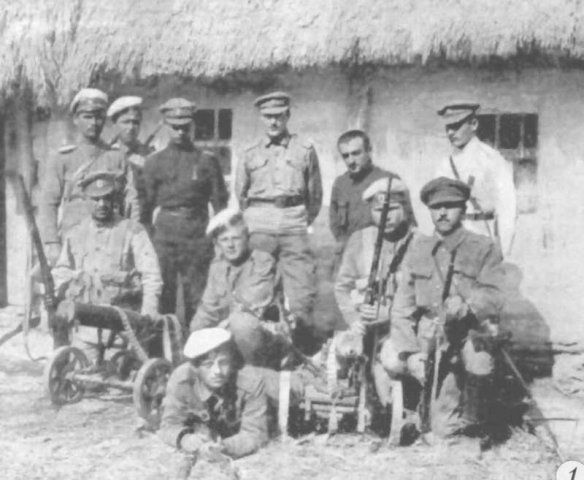
Пулемётный расчёт алексеевских частей. Юг России, 1919

Алексеевская дивизия была сформирована 14 октября 1919 года, выделением алексеевцев (1-го и второго Алексеевских полков) из состава — 9-й пехотной дивизии, и усилением их Самурским полком. В состав дивизии вошли также запасной батальон, Отдельная генерала Алексеева инженерная рота и Алексеевская артиллерийская бригада. Последняя была сформирована при дивизии уже 15 октября 1919 года и включала первоначально 1-й (1-я генерала Алексеева и 2-я) и 4-й (7-я и 8-я батареи) дивизионы, позже — 4 дивизиона. Алексеевские части носили белые фуражки с синим околышем и синие с белой выпушкой погоны.
Начальники дивизии: генерал-майор Н. А. Третьяков, полк. М. А. Звягин (апрель 1920 года). Начальник штаба — полковник В. К. Шевченко (с 30 ноября 1919 года).

## Отступление и расформирование алексеевцев
Продолжительные бои и начавшееся в конце октября 1919 года общее отступление частей ВСЮР от Орла к Югу повлекло за собой большие невосполнимые потери в рядах алексеевцев. По прибытии в Крым 25 марта 1920 года Алексеевская дивизия была переформирована в Отдельную партизанскую генерала Алексеева пехотную бригаду. В нее были включены остатки Гренадерской дивизии, а потом алексеевцы были влиты в состав 52-го Виленского генерала Алексеева полка и несли охрану побережья Азовского моря.
В составе Русской армии Врангеля 30 марта 1920 года (ст.ст.) перед погрузкой на корабли для десанта на Геническ личный состав полка получил новое вооружение: британские винтовки «Ли-Энфилд» и британские орудия. 1 апреля 1920 года десант (Алексеевская бригада в составе Алексеевского полка и Самурского полка - 600 пехотинцев с 9 пулемётами «Льюис», 40 юнкеров Корниловского училища с подводой с патронами и полу-батареей из двух британских орудий) был высажен на побережье Азовского моря у села Кирилловка (в 40 верстах к северу от Геническа) и начал движение к железной дороге, чтобы взорвать мосты у станций Б.Утлюг и Акимовка и прервать сообщение красных войск с Мелитополем. Но потом генералом Слащевым был передан приказ взять Геническ и захватить мост через Сиваш. Десант сумел занять город, но мост оказался сожжён. По приказу командира полка личный состав переправлялся обратно в Крым на одной лодке и  вплавь, под огнём противника, бросив практически всё оружие и снаряжение (после переправы у уцелевших сохранилось лишь несколько револьверов «Наган»). В этой операции Алексеевская бригада понесла значительные потери: из 640 человек убито, тяжело ранено и потонуло до 340. 19 апреля 1920 года бригада из-за малочисленности была сведена в полк.
Полк принял участие и в Улагаевском десанте на Кубани в августе 1920 г.. Алексеевцы первыми десантировались на берег в составе 3 батальонов с 800 штыками. В боях понесли большие потери, а  3-й гренадерский батальон погиб почти полностью - 2 августа в Приморо-Ахтарской осталась только Кавказская рота, а три остальных выдвинулись вперед, отдельно от 1 и 2 батальонов. Они были атакованы превосходящими силами красной кавалерии. Гренадеры отбивали атаки несколько часов, но силы были не равны, и командир батальона полковник Смирнов приказал отступать. Но отойти гренадеры не смогли - они были окружены и порублены красной кавалерией - на  следующий день похоронены 59 алексеевцев-гренадер. Погиб и командир батальона. Из батальона спаслись только отдельные солдаты и офицеры. Небольшую группу алексеевцев-гренадер вывел к своим поручик Слободянюк. По донесению 1-й бригады 1-й Кавказской кавдивизии РККА об этом бое, ими был разгромлен батальон, захвачены 3 пулемета и взяты в плен почти 100 человек (50 офицеров из них было расстреляно).
При эвакуации десанта Алексеевцы прикрывали посадку на суда и последними покинули берег. Полк был полностью обескровлен. На суда погрузились 2-й батальон в 30 человек, от 1-го батальона осталась только офицерская рота в 18 человек, всего только 100 штыков и 200 раненых.
Последний бой Алексеевского полка произошёл 15 октября ст. ст. 1920 года под Богдановкой, где полк занимал позицию и куда только что прибыл. Показалась красная конница. Один за другим ушли: Донской полк, бронепоезда, батарея. Они были вызваны ген. Канцеровым для контратаки конницы противника, занявшей в тылу у белых Геническ. При отходе к селу Фёдоровка в обстановке окружения конницей Будённого полк потерял 4/5 состава, часть которого из состава 2-го батальона (бывшие красноармейцы) сдалась в плен, причём командир батальона подполк. Абрамов, не выдержав позора, застрелился. Большую выдержку проявил командир 1-го батальона полковник Логвинов, выведший остатки своего батальона (Офицерская рота и добровольцы) при поддержке огня неожиданно вернувшегося на станцию бронепоезда (предположительно, «Офицеръ»). Из примерно 500 человек в Фёдоровку дошло всего около 100. Под впечатлением больших потерь командир полка, под которым в ходе боя была ранена лошадь, послал в штаб донесение, «что моего полка больше нет».

## Возрождение алексеевских частей в Галлиполи
Во время Галлиполийского сидения в составе Первого армейского корпуса были возрождены алексеевские части. На базе кадра Алексеевского полка (составившего 1-ю роту) из всех остальных полков и конных дивизионов 6-й, 7-й, 13-й и 34-й пехотных дивизий в Галлиполи в конце 1920 года был сформирован Алексеевский пехотный полк. Алексеевский конный полк был сведён в кавалерийский дивизион, в него же были влиты остатки Виленского и Симферопольского конных дивизионов. Был сформирован также Алексеевский артиллерийский дивизион из 6-й, 7-й, 13-й и 34-й артиллерийских бригад. По оценкам историка С. Волкова, пехотный полк и артиллерийский дивизион после преобразования армии в РОВС до 1930-х годов представляли собой, несмотря на распыление его чинов по разным странам, кадрированные части.
Осенью 1925 года артиллерийский дивизион насчитывал 367 человек, в том числе 247 офицеров. Командир — полковник К. А. Пестов (врид. 1925—1931). Начальник группы во Франции — полковник Н. А. Полежаев.
Пехотный полк насчитывал 1 161 человек в том числе 847 офицеров. Командиры: генерал-майор Ю. К. Гравицкий (до 5 июня 1922 года), генерал-майор М. М. Зинкевич (1925 — 1931). Начальник группы во Франции — полковник А. И. Ершевский (помощник — подполковник А. А. Ждановский), в Болгарии — также генерал-майор М. М. Зинкевич.

## Марш Алексеевского полка Добровольческой армии
У алексеевских частей существовала собственная полковая песня, которая известна под разными заглавиями: «Марш Алексеевского полка», «Песня Алексеевского полка», «Алексеевская» и т. д. Слова песни написаны полковником Новгород-Северским. Первые сведения о тексте относятся к 1915 году — то есть, первоначально это была песня Первой мировой войны. Текст её такой:

Пусть свищут пули, льётся кровь

Пусть смерть несут гранаты,

Мы смело двинемся вперёд,

Мы русские солдаты.

 ---

В нас кровь отцов — богатырей,

И дело наше право,

Сумеем честь мы отстоять,

Иль умереть со славой.

 ---

Не плачь о нас, Святая Русь,

Не надо слёз, не надо,

Молись о павших и живых,

Молитва — нам награда!

 ---

Мужайтесь матери, отцы,

Терпите жёны, дети,

Для блага Родины своей

Забудем всё на свете.

 ---

Вперёд же, братья, на врага,

Вперёд, полки лихие!

Господь за нас, мы победим!

Да здравствует Россия!
Две последние строки куплетов повторяются.

## Память
На кладбище Сент-Женевьев-де-Буа есть Алексеевский участок.